# Hermannia cuneifolia
Hermannia cuneifolia är en malvaväxtart som beskrevs av Nikolaus Joseph von Jacquin. Hermannia cuneifolia ingår i släktet Hermannia och familjen malvaväxter. Utöver nominatformen finns också underarten H. c. glabrescens.